# Визит старой дамы (фильм, 2006)
«Визит старой дамы» (эст. Vana daami visiit) — эстонский телефильм режиссёра Романа Баскина, снятый в 2006 году.
Телефильм является экранизацией пьесы швейцарского немецкоязычного драматурга Фридриха Дюрренматта «Визит старой дамы».

## Аннотация
На свою родину, в маленький, полуразрушенный городок, приезжает пожилая миллиардерша Клер Цаханасян. В 17 лет Клара вынуждена была бежать, нищая и опозоренная.
Теперь все надеются на щедрость Клер. Старушка предлагает городу миллиард при условии, что гражданин города Альфред Илл, отец её ребёнка и бывший возлюбленный, который её предал и уклонился в своё время от ответственности с помощью лжесвидетелей, будет убит. Бесчеловечное предложение с негодованием отвергается. Однако вскоре в городе разгорается торговый бум, все влезают в долги и по мере их роста положение Альфреда Илла становится более шатким...

## В ролях

### В главных ролях
- Ита Эвер — Клара Цаханассьян, миллиардерша
- Аарне Юкскюла — Альфред Илл
- Райво Трасс — бургомистр
- Александр Эельмя — директор гимназии
- Лейла Сяялик — Матильда, жена Илла
- Айн Лутсепп — пастор
- Тыну Карк — начальник полиции
- Хендрик Тоомпере ст. — художник
- Ханнес Кальюярв — горожанин
- Феликс Карк — горожанин
- Индрек Таалмаа — горожанин
- Арво Кукумяги — горожанин

### В ролях второго плана
- Кальё Кийск — доктор
- Эстер Паюсоо —  жена бургомистра
- Мария Кленская — жена начальника полиции
- Юлле Кальюсте — жена директора гимназии
- Лембит Ээльмяэ — Боби, дворецкий Клары
- Элизабет Тамм — Оттилия, дочь Альфреда
- Герд Раудсеп — Карл, сын Альфреда
- Эйно Баскин — Моби, муж Клары
- Арво Круусемент — муж Клары
- Марко Матвере — Роби, телохранитель Клары
- Юллар Сааремяэ  —  Тоби, телохранитель Клары
- Тыну Аав — Коби
- Пеэтер Якоби  —  Лоби
- Эпп Эеспаев — Луиза
- Яанус Оргулас — начальник вокзала
- Рейн Ойя —  журналист
- Айвар Томингас — журналист
- Райн Симмул —  машинист поезда

### Съёмочная группа
- Авторы сценария:
  - Роман Баскин
  - Ильмар Рааг
- Режиссёр — Роман Баскин
- Оператор — Янно-Ханс Арро
- Художник-постановщик — Айн Нурмела
- Художник по костюмам — Инга Варес
- Композитор — Олав Эхала
- Звукорежиссёр — Тоомас Вимб
- Монтажёры:
  - Тамбет Тасуя
  - Маарек Тоомпере